# Katherine Dunham
Katherine Dunham (anglès: Katherine Mary Dunham)  (Chicago, 24 de juny de 1909 - Nova York, 21 de maig de 2006) va ser una ballarina, coreògrafa, antropòloga, escriptora i activista social. Reconeguda per la creació de la Tècnica Dunham, va tenir una carrera plena d'èxits en teatres europeus i americans i va dirigir la seva pròpia companyia de teatre. És reconeguda com "la matriarca i la reina mare de la dansa negra". Com a part dels seus estudis antropològics, va estudiar dansa i etnografia durant diverses estades al Carib i va ser una innovadora en la dansa moderna i una destacada líder en el de l'antropologia de la dansa.
Va treballar en les pel·lícules Cabin in the Sky, Carnival of Rhythm, Star spangled Rhythm, Stormy Weather,o Casbah. És autora dels llibres; Forma i funció en la dansa primitiva i en la dansa formativa (1941), Journey to Accompong (1946), Les danses d'Haití, i diversos articles.